# Bazylika katedralna św. Józefa w San Jose
Bazylika katedralna św. Józefa (ang. Cathedral Basilica of St. Joseph) – rzymskokatolicka, katedralna bazylika mniejsza w mieście San Jose w Stanach Zjednoczonych, w Kalifornii, przy South Market Street.

## Historia
Pierwszy kościół pod wezwaniem św. Józefa wzniesiono w 1803 roku, administrowali go franciszkanie. Podczas trzęsień ziemi w 1818 i 1822 roku świątynia poważnie ucierpiała, zdecydowano się na budowę nowego kościoła, który poświęcony został w 1846 roku. W 1851 roku parafię przejęli jezuici. Kolejne trzęsienie ziemi w 1868 roku uszkodziło świątynię, budowę trzeciego kościoła rozpoczęto w 1869 roku, ten jednak spłonął w 1875, w związku z czym tymczasową świątynię wzniesiono na rogu San Pedro St i San Fernando St. 19 marca 1876 roku wmurowano kamień węgielny pod budowę następnej, już piątej świątyni. 22 kwietnia 1877 roku kościół poświęcono, w 1885 roku wzniesiono kopułę i zainstalowano organy. W związku z siedemdziesiątą piątą rocznicą rozpoczęcia budowy w 1952 roku świątynię wyremontowano. W 1981 inaugurowano diecezję San Jose, w 1985 kościół oficjalnie otrzymał tytuł katedry, a 12 lat później – godność bazyliki mniejszej.

## Galeria

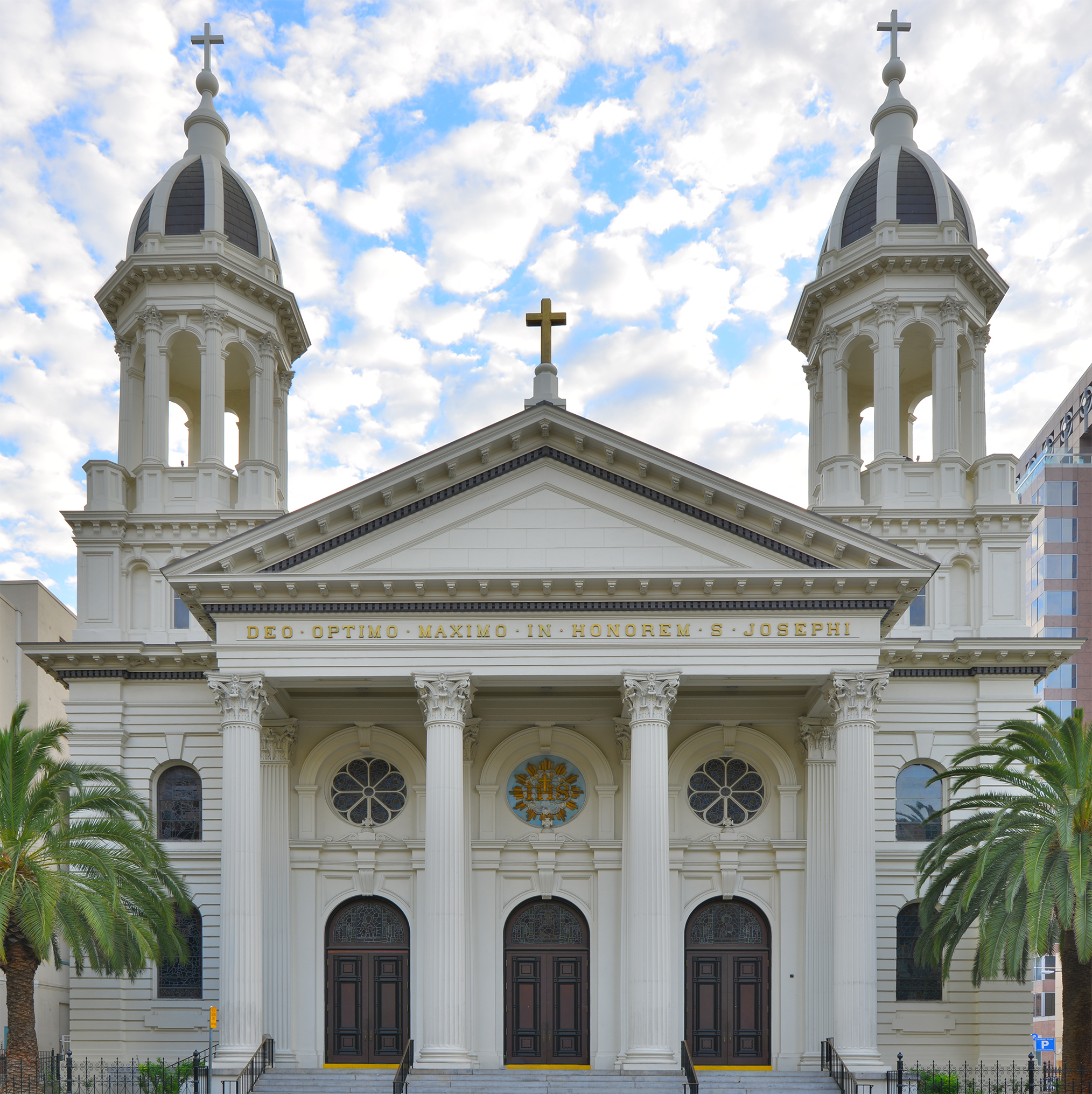
Fasada
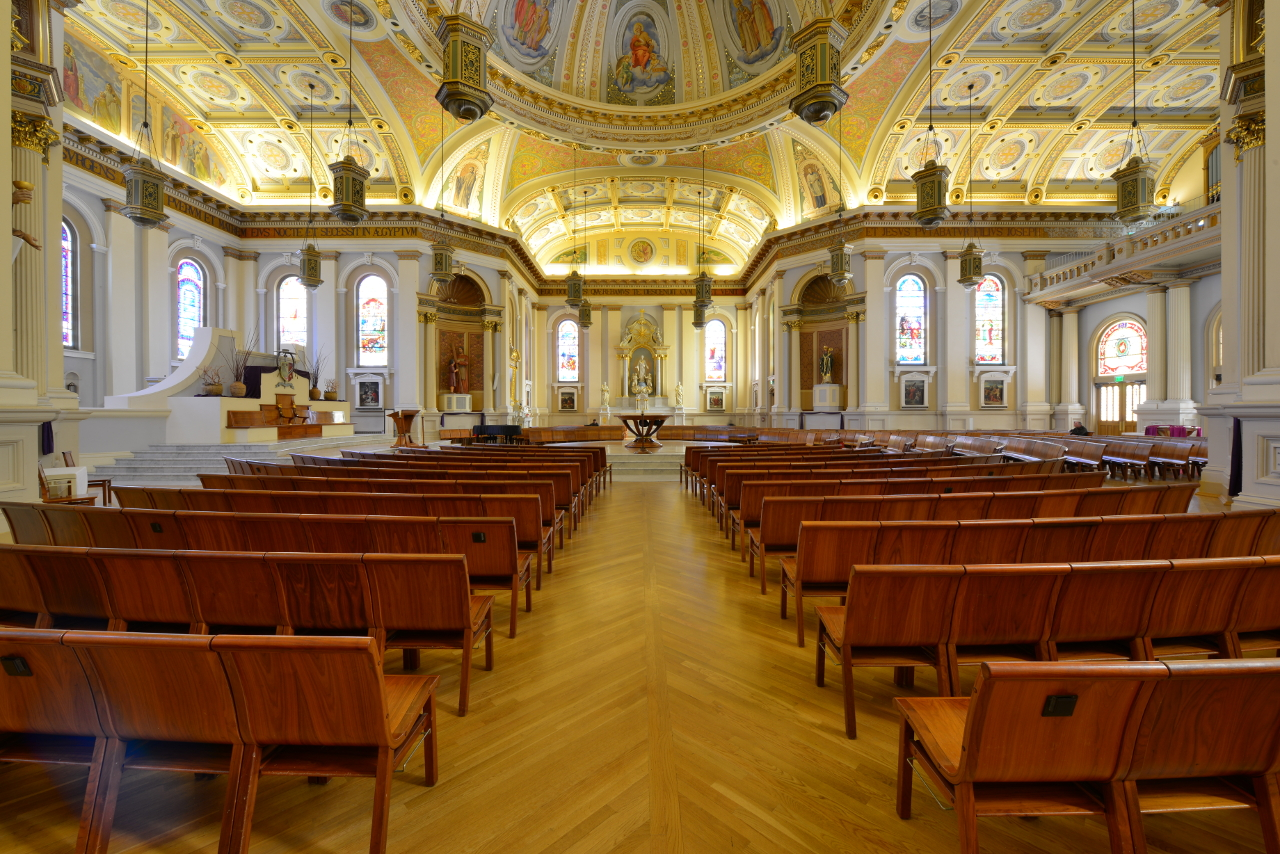
Wnętrze
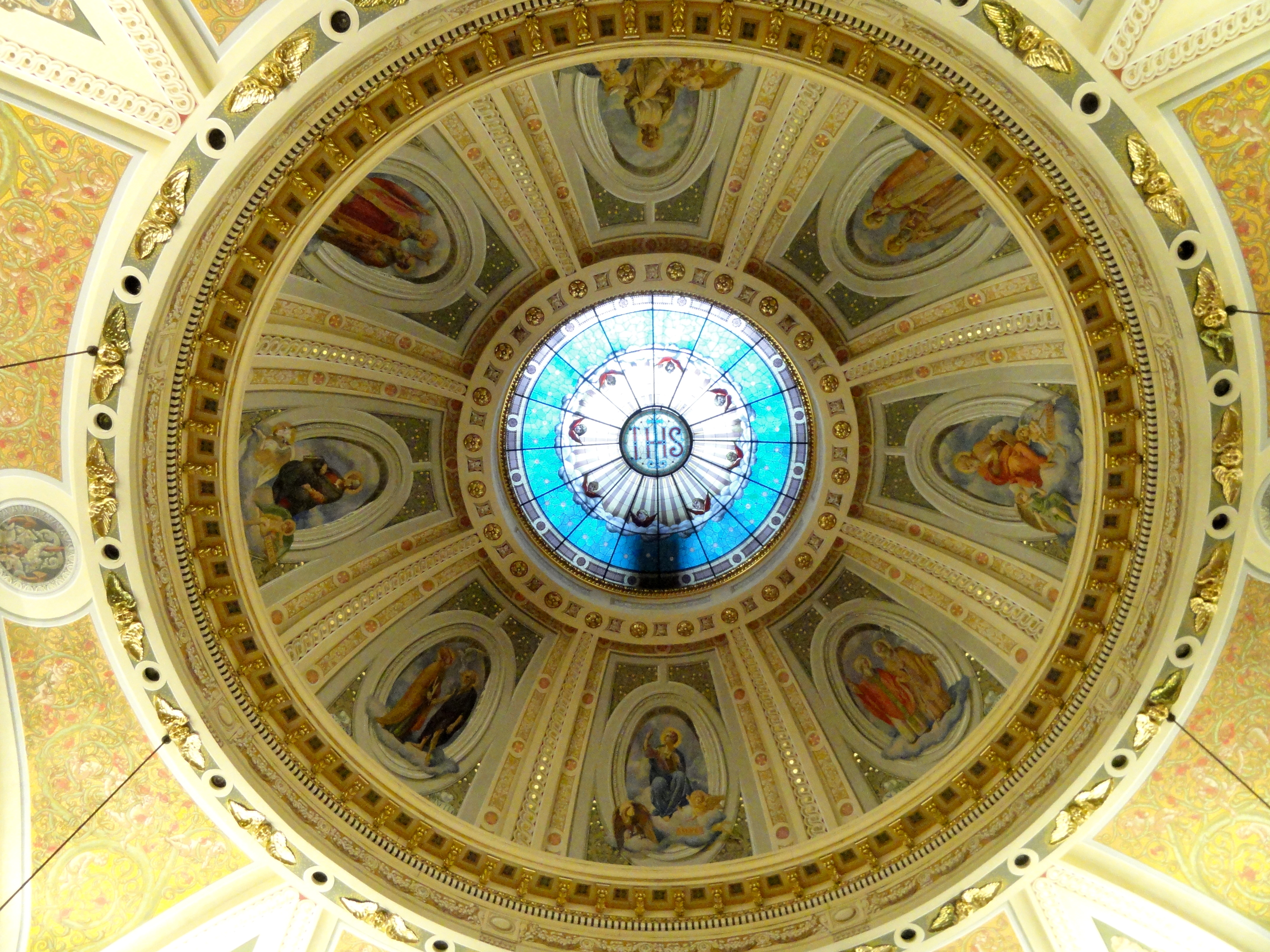
Kopuła